# Ташкеси
Ташкеси или Ташкесен (на турски: Taşkesiği) е село в Мала Азия, Турция, Вилает Балъкесир.

## История
В 19 век Ташкеси е едно от селата на малоазийските българи.
Българското население на Ташкеси се изселва през 1914 година.